# Charity (nome)
Charity  è un nome proprio di persona inglese femminile.

## Varianti
- Ipocoristici: Cherry[1]

### Varianti in altre lingue
- Asturiano: Caridade[4]
- Basco: Karitte[4]
- Catalano: Caritat[4], Carita[4]
- Spagnolo: Caridad[2][4], Carita[4]
- Svedese: Carita[2], Karita[2]

## Origine e diffusione

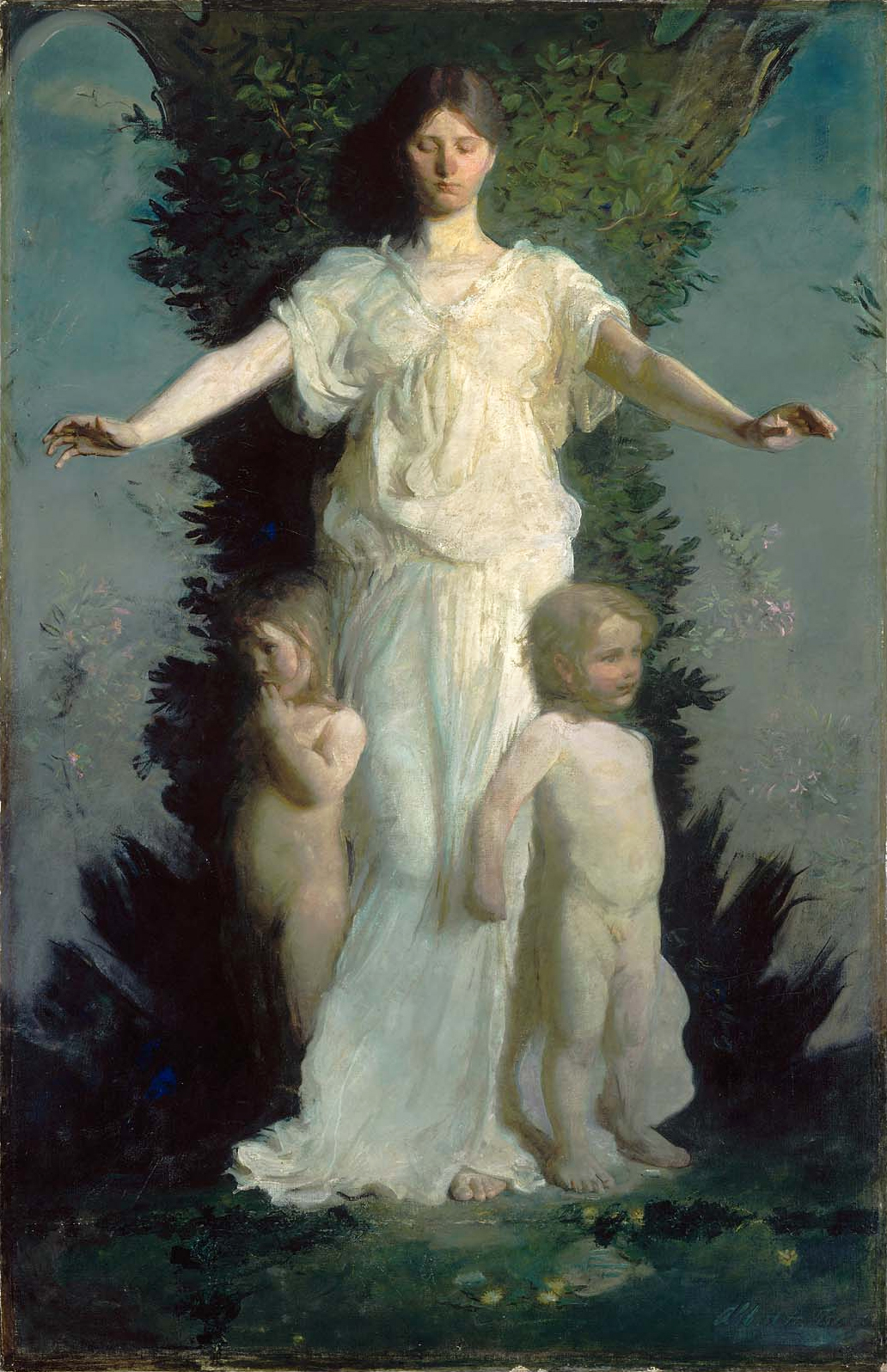
L'allegoria della carità in un dipinto di Abbott Handerson Thayer

Il nome, sviluppatosi autonomamente in inglese, spagnolo e nelle altre lingue, riprende il rispettivo vocabolo indicante la carità; etimologicamente, risale in tutti i casi al termine latino caritas ("amore generoso", da carus, "caro", "amato").
Si tratta di un nome tipicamente cristiano, facente riferimento alla virtù teologica della carità; era già in uso come nome già tra i primi cristiani, nella forma Caritas, mentre l'adozione di Charity tra gli inglesi risale al XVII secolo ed è dovuta ai Puritani, che lo usavano tipicamente insieme ad altri nomi quali Faith e Hope, specialmente nel caso di parti gemellari.

## Onomastico
L'onomastico può essere festeggiato in memoria di santa Carità, figlia di santa Sofia (che in inglese è chiamata Charity), ricordata il 1º agosto.

## Persone
- Charity Adule, calciatrice nigeriana
- Charity Sanoy, doppiatrice e cantante statunitense
- Charity Wakefield, attrice inglese

### Varianti
- Caridad Despaigne, cestista cubana
- Caridad Estrada, schermitrice cubana
- Carita Holmström, cantante finlandese
- Karita Mattila, soprano finlandese